# Melach

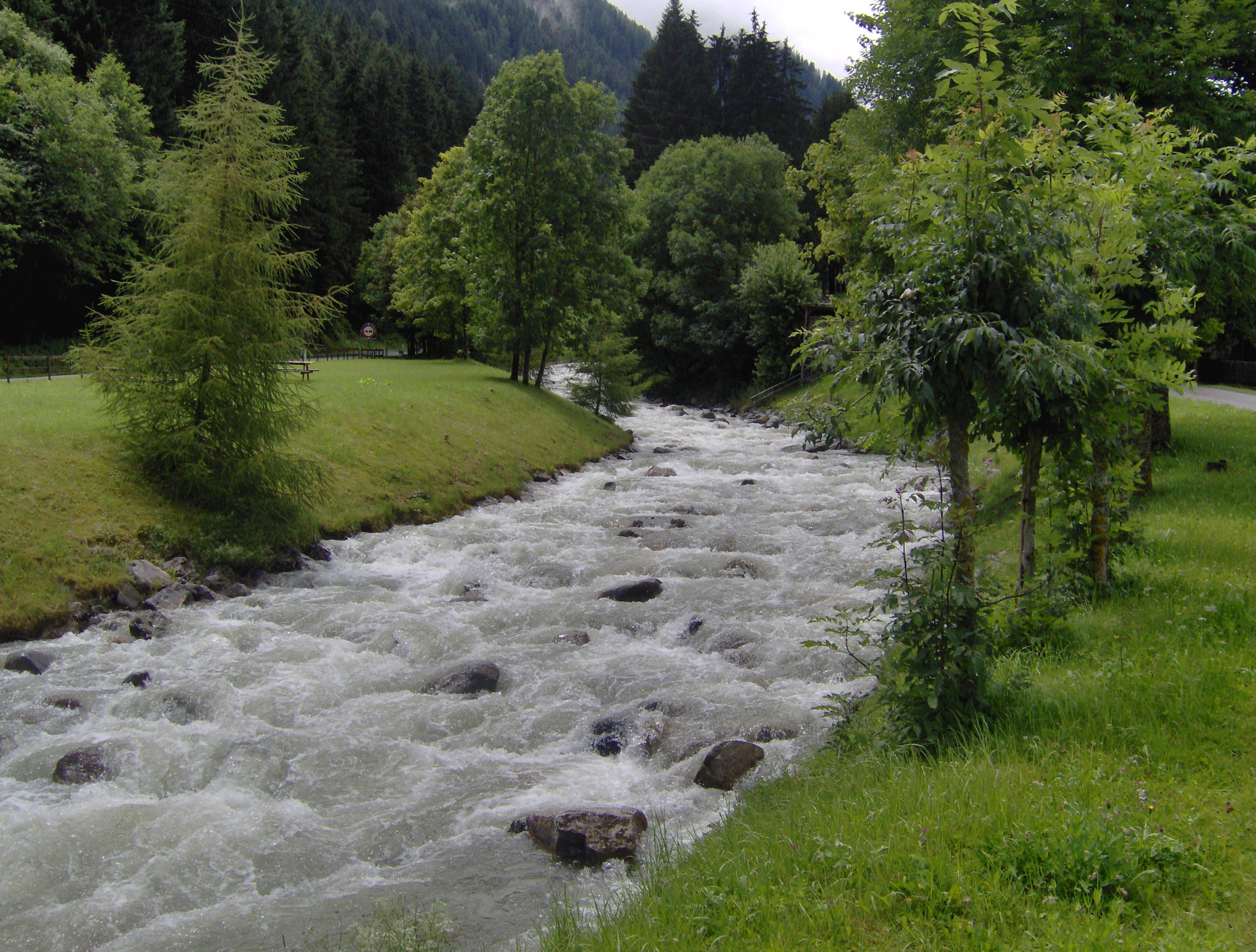
De Melach in het Sellraintal

De Melach is een rechterzijrivier van de Inn. Zij stroomt door het Sellraintal in de Oostenrijkse deelstaat Tirol. De rivier ontspringt in de Stubaier Alpen, in het Lüsenstal in de gemeente St. Sigmund in Sellrain. In Gries im Sellrain mondt de Zirmbach vanuit Kühtai in de Melach, in Sellrain voegt het water van de Fotscherbach zich bij de rivier. De Melach mondt tussen Unterperfuss en Kematen uit in de Inn. Hiermee vormt het de scheiding tussen het Oberinntal en het Unterinntal.
- Virtual International Authority File: 236110563